# Djalingo (Mayo-Oulo)
Pour les articles homonymes, voir Djalingo.
Djalingo est un village du Cameroun situé dans le département du Mayo-Louti et la  région du Nord.Il fait partie de la commune et de la ville de Mayo-Oulo .

## Population
Lors du troisième recensement général de la population et de l'habitat du Cameroun, le dénombrement de la population du village comptait 617 habitants donc 329 de sexe masculin et 288 de sexe féminin.